# Достоверные известия о мятежнике Емельяне Пугачёве и поднятом им бунте
Достоверные известия о мятежнике Емельяне Пугачёве − анонимная статья, опубликованная в 1784 году в журнале «Сборник новой истории и географии», издаваемом в городе Галле немецким учёным А. Ф. Бюшингом. Статья долгое время оставалась одним из немногих научных источников о событиях Пугачёвщины. Была использована А. С. Пушкиным при работе над «Историей Пугачёвского бунта». В середине XX века рядом советских учёных, в частности Г. П. Блоком, было сделано предположение, что автором статьи мог быть известный русский историк академик Г. Ф. Миллер, состоявший в активной переписке с А. Ф. Бюшингом и неоднократно публиковавшийся в его журнале. Источниковедческие исследования, проведённые историками Р. В. Овчинниковым и Н. М. Гвоздиковой, подтвердили ранее высказанные предположения о принадлежности статьи академику Г. Ф. Миллеру.

## История публикации и предположения об авторстве статьи
Статья «Достоверные известия о мятежнике Емельяне Пугачёве и поднятом им восстании» была впервые опубликована в 1784 году в Галле в ежегоднике «Сборник новой истории и географии», издаваемом известным немецким учёным и издателем А. Ф. Бюшингом. Сам издатель в предисловии назвал статью о восстании Пугачёва «не только достоверной, но и единственной на эту тему». В позднейшей научной историографии восстания получило подтверждение утверждение, что публикация в журнале А. Ф. Бюшинга, наряду с трудами академика П. И. Рычкова, стала первым научным трудом, в котором была сделана попытка объективно отобразить события восстания в России в 1773−1775 годах. А. С. Пушкин считал статью сообщением одного из иностранных дипломатов в Санкт-Петербурге. В более поздней научной литературе XIX и начала XX веков высказывалось предположение (опиравшееся в том числе и на предисловие самого А. Ф. Бюшинга) о том, что автором статьи был один из офицеров из корпуса полковника И. И. Михельсона, бывшего одним из самых деятельных военачальников правительственного лагеря.
В 1949 году литературовед Г. П. Блок впервые высказал предположение о принадлежности статьи известному историку и географу академику Петербургской Академии наук Г. Ф. Миллеру.